# Chełm Śląski (gmina)

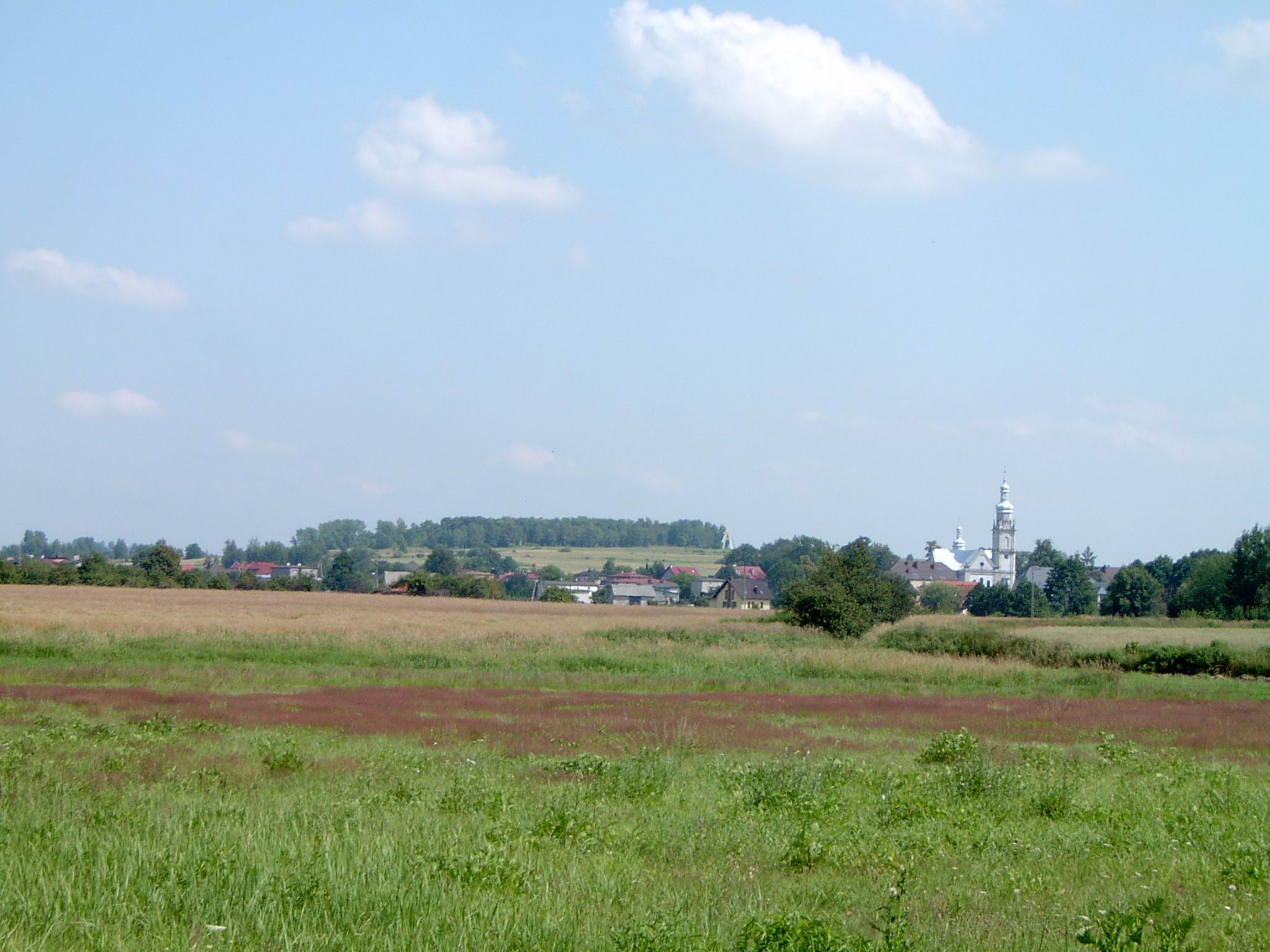
Widok na Chełm Śląski

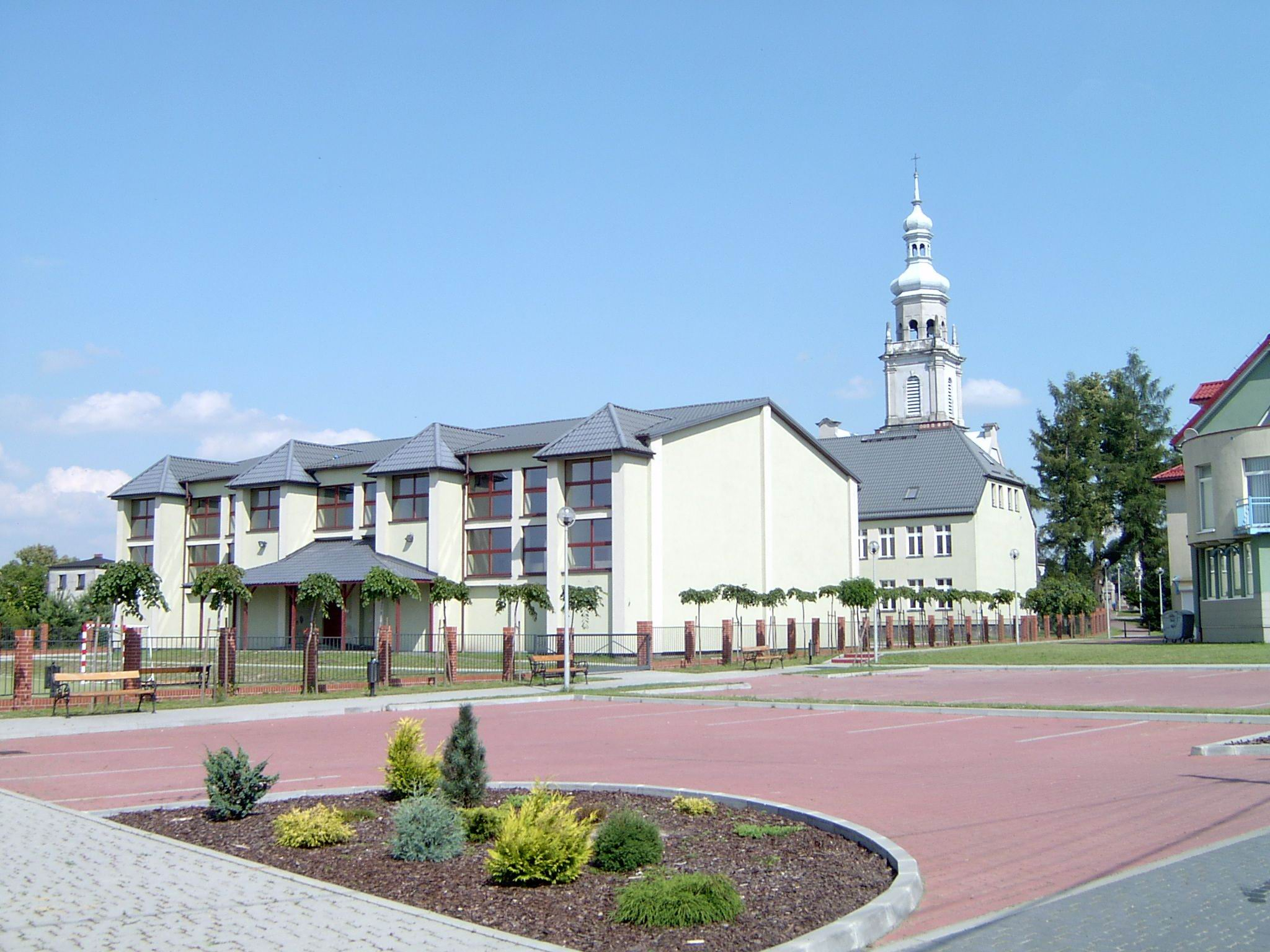
Szkoła, Urząd Gminy, kościół

Chełm Śląski (do 1954 gmina Chełm) – gmina wiejska w Polsce położona w województwie śląskim, w powiecie bieruńsko-lędzińskim. Siedzibą gminy jest Chełm Śląski.
W latach 1975–1998 miejscowość administracyjnie należała do województwa katowickiego.
Chełm Śląski jest gminą wiejską położoną w środkowo-wschodniej części województwa śląskiego. Na obszarze gminy, o powierzchni 23 km², mieszka 6291 osób (stan na 31 grudnia 2021). Gęstość zaludnienia wynosi 273,5 osób na 1 km².
W skład gminy wchodzą:
- Chełm Śląski
- Kopciowice

Na współczesnych mapach występują jeszcze nazwy historyczne osad: Błędów, Chełm Mały, Czerniny, Gamrot i Kopciowice.
Na północnych krańcach Chełmu Śląskiego usytuowany jest zbiornik wody pitnej, oficjalnie nazwany zbiornikiem Dziećkowice – teren po byłej kopalni piasku w Imielinie. Największym wzniesieniem jest Chełmska Góra zwana Smutną Górą (284,6 m n.p.m.).
Przez teren Chełmu Śląskiego przepływa rzeka Przemsza wraz z dopływami: Imielinką i potokiem Rothera oraz potok Goławiecki z uchodzącym do niego potokiem Mąkołowiec, należącymi do dorzecza górnej Wisły. Z przeszłości zachowały się liczne stawy pohodowlane w tym tzw. Pacwowe Stawy, staw Kudrowiec, oczka wodne w Dolinie Przemszy i osadnik w rejonie ul. Błękitnej. W starorzeczu potoku Imialanka przywrócono do użytku staw hodowlany, stanowiący w XVI i XIX wieku fragment kompleksu młyńskiego Jamnica (rodzina młynarzy Nowrotzki).
Na ochronę z punktu widzenia kulturalnego i przyrodniczego zasługują: Dolina Przemszy, tzw. Smutna Góra, górny odcinek potoku Mąkołowiec z zespołem Pacwowych Stawów, a także zespół parkowy w Kopciowicach. Wartość kulturową posiadają kościół parafialny pw. Świętej Trójcy, budynek mieszkalny pochodzący z połowy XIX wieku (drewniany na podmurowaniu) przy ul. Śląskiej 36, zespół dworski w Kopciowicach (dwór, spichlerz, obora i stodoła) oraz kamienna figura przydrożna przy ul. Śląskiej 57 i krzyże przydrożne: obok drogi do osady Gamrot, na dawnym cmentarzu cholerycznym na Smutnej Górze i przy ul. Chełmskiej.

## Demografia
Piramida wieku mieszkańców gminy Chełm Śląski w 2014 roku:

## Historia
W 1391 roku książę Jan II Żelazny napadł na zamek Lipowiec biskupa krakowskiego Jana z Radliczyc, położony 20 km na wschód na ziemi krakowskiej. Ponieważ nie mógł go zdobyć i ograbić, więc z zemsty spustoszył i spalił okoliczne wioski należące do biskupa. Z tego powodu biskup krakowski wniósł skargę do króla czeskiego Wacława IV, który polecił Janowi II, aby się upokorzył i uczynił zadość żądaniom biskupa. Król czeski nie chciał, aby skarga biskupa trafiła do króla polskiego, którym był Władysław Jagiełło, a którego władza z roku na rok była potężniejsza. W dodatku król czeski był związany sojuszem z królem polskim. Na skutek tego w dniu 23 sierpnia 1391 roku zwołano do Opawy przedstawicieli – księcia Jana II i biskupa krakowskiego, gdzie książę Jan II podpisał dokument, na mocy którego oddał biskupowi trzy wioski położone po prawej stronie Przemszy.
W dokumencie tym podkreślono, że biskup krakowski otrzymuje te wioski z pełnymi prawami suwerenności „cum omni jure nostro ducale” i że z posiadania tych wiosek nie będzie składał żadnego lenna. Od tego roku Chełm, Kosztowy i Imielin należały do Polski, aż do III rozbioru w roku 1795.
W czasie wojen napoleońskich miejscowości te znalazły się pod panowaniem Cesarstwa Francuskiego jako część Księstwa Warszawskiego. Po jego likwidacji w wyniku umowy zawartej w 1818 roku Chełm, Kosztowy i Imielin przyłączono do Królestwa Prus. Państwo niemieckie posiadało to terytorium do 1922 roku. W latach 1939 do 1945 znajdowało się pod okupacją niemiecką.

## Sąsiednie gminy
Bieruń, Chełmek, Imielin, Lędziny